# عين الشكاك (عين الشكاك)
عين الشكاك هي إحدى مشيخات المملكة المغربية، تتبع جغرافيا لإقليم صفرو وإداريًا لعين الشكاك. يقدر عدد سكانها بـ 2191 نسمة حسب الإحصاء الرسمي للسكان والسكنى لسنة 2004.